# Organmistrz

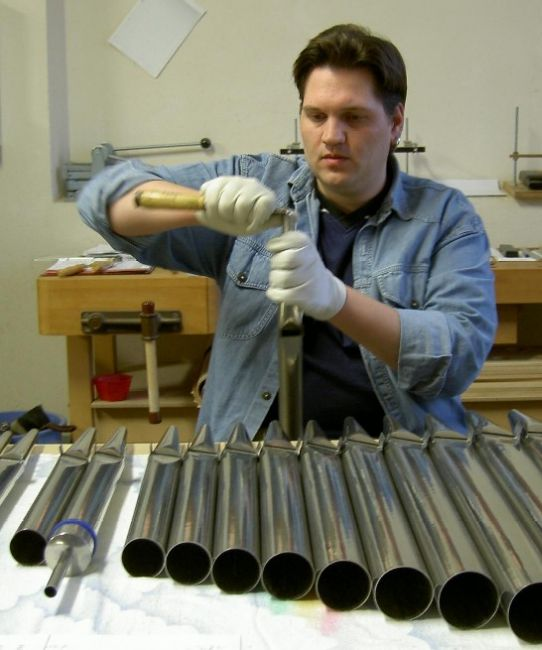
Organmistrz przy pracy, fot. 2010

Organmistrz (niem. Orgelbauer) − budowniczy, a także często projektant, konstruktor i konserwator organów.

## Historia
Historia rozwoju tego zawodu jest ściśle związana z historią organów. Wielu znanych organmistrzów, takich jak Arp Schnitger, Gottfried Silbermann w Niemczech, czy Jerzy Nitrowski, Jan Głowiński, Józef Sitarski w Polsce, działało w okresie baroku. Wśród XIX-wiecznych organmistrzów europejskich wyróżniają się Aristide Cavaillé-Coll, Wilhelm Sauer, Eberhard Friedrich Walcker, Friedrich Ladegast i wielu innych; w Polsce − Jan Śliwiński, rodzina Żebrowskich, Wojciech Grodzicki, rodzina Spiegel oraz Joseph (Józef) Bach z Rychtala i inni. Do drugiej połowy XIX wieku organy wytwarzano w warsztatach lub na miejscu przeznaczenia, dopiero wynalezienie elektryczności dało możliwość wytwarzania organów w skali przemysłowej (np. firmy Dominika Biernackiego i Wacława Biernackiego, Braci Rieger, Berschdorf i inne).
Organmistrzowie często budowali również klawesyny, fortepiany, fisharmonie oraz katarynki.